# 霍姆斯陨击坑
霍姆斯陨击坑（Holmes）是火星南海区的一座撞击坑，中心坐标位于南纬75度、西经293.2度处，直径122公里，其名称取自英国地质学家亚瑟·霍姆斯（1890年-1965年)，1973年被国际天文联合会批准接受。

## 另请查看
- 火星气候
- 火星地质
- 撞击坑
- 撞击事件
- 火星撞击坑
- 火星矿石资源
- 行星体系命名法